# Chelidonium cyaneipes
Chelidonium cyaneipes är en skalbaggsart som beskrevs av Maurice Pic 1946. Chelidonium cyaneipes ingår i släktet Chelidonium och familjen långhorningar. Inga underarter finns listade i Catalogue of Life.